# Lithodytes lineatus
Lithodytes lineatus es una especie de anfibio anuro de la familia Leptodactylidae y única representante del género Lithodytes. Se encuentra en Bolivia, Brasil, Colombia, Ecuador, Guayana francesa, Guayana, Perú, Surinam, Venezuela, y posiblemente la isla Trinidad.